# Рагозинское сельское поселение (Брянская область)
Рагозинское сельское поселение — упразднённое муниципальное образование в западной части Почепского района Брянской области. Административный центр — деревня Верхняя Злобинка.

## История
Образовано в результате проведения муниципальной реформы в 2005 году, путём слияния дореформенного Рагозинского сельсовета и части Житнянского сельсовета.
Законом Брянской области от 4 июня 2019 года Рагозинское сельское поселение было упразднено и включено в Речицкое сельское поселение.

## Население
| 2010 | 2011 | 2012 | 2013 | 2014 | 2015 | 2016 |
| ---- | ---- | ---- | ---- | ---- | ---- | ---- |
| 761  | ↘760 | ↘748 | ↘728 | ↘701 | ↘656 | ↗658 |
| 2017 | 2018 | 2019 |      |      |      |      |
| ↘648 | →648 | ↘615 |      |      |      |      |

## Населённые пункты
| №  | Населённый пункт | Тип                     | Население |
| -- | ---------------- | ----------------------- | --------- |
| 1  | Васильки         | посёлок                 | ↘2        |
| 2  | Верхняя Злобинка | деревня                 | ↘337      |
| 3  | Вяльки           | деревня                 | ↗70       |
| 4  | Зелёный Гай      | посёлок                 | ↘20       |
| 5  | Козорезовка      | деревня                 | ↘140      |
| 6  | Мамонов          | посёлок                 | ↗6        |
| 7  | Михеенки         | деревня                 | →5        |
| 8  | Морево           | деревня                 | ↘10       |
| 9  | Немолодва        | железнодорожный разъезд | →0        |
| 10 | Нижняя Злобинка  | деревня                 | ↘55       |
| 11 | Рагозино         | село                    | ↘21       |
| 12 | Чернецкая Коста  | село                    | ↘62       |